# Lies Incorporated
Albums de Snog
Shop
(1992)
Lies Incorporated est le premier album du groupe d'électro-industriel Snog. Il est sorti le 1er juin 1992 sur le label Machinery Records.
Crédits:
- Musique composé par: David Thrussell, Pieter Bourke, Tim McGrath (titres 1,2,4,5,12 et 13) et Herb Hartig (titre 15)
- Paroles de David Thrussell (sauf "funeral": paroles de N.Blagman)
- Enregistré au Pig Pen Studios, Melbourne
- Masterisé par Jor Jenka
- Produit par Snog
- Producteur executif: Jor Jenka
- Pochette par: Jules, Thrusta et Maren

## Liste des chansons
1. "Spermy Man" - 5:23
2. "Corporate Slave" - 5:29
3. "Shop" - 3:00
4. "Born To Be Mild" - 3:22
5. "Bank" - 3:20
6. "Real Wise Yuppie" - 3:53
7. "Control" - 2:31
8. "Sometime" - 2:45
9. "Hunter" - 3:59
10. "Make My Day" - 2:16
11. "Supermarket Dream" - 6:38
12. "Love Power" - 5:00
13. "Flesh" - 4:35
14. "Corporate Slave (Alpha 66 Mix)" - 3:22 (remixé par D.Thrussell et R.Healy)
15. "Funereal" - 2:59

## Versions

### Version australienne
Sorti en 1993 sur le label ld, avec 3 titres inédits:
- 6 "Manufacturing Consent" - 4:26 (enregistré au Aera 51 Studios)
- 16 "Shop (U.S.C.W.F. Remix)" - 5:17 (remixé par D.Thrussell et R.Healy)
- 17 "Ridjeck Theme" - 3:38 (enregistré au Aera 51 Studios)

### Version américaine
Sorti en 1993 sur les labels Futurist et Machinery Records, avec une liste des titres différentes et ajout d'un titre inédit (titre 15):
1. "Corporate Slave" - 5:28
2. "Real Wise Yuppie" - 3:53
3. "Bank" - 3:20
4. "Born to be Mild" - 3:22
5. "Spermy Man" - 5:23
6. "Somatime" - 2:45
7. "Shop" - 3:00
8. "Hunter" - 4:00
9. "Supermarket Dream" - 5:13
10. "Flesh" - 4:34
11. "Make My Day" - 2:16
12. "Corporate Slave (Alpha 66 Mix)" - 3:22 (remixé par D.Thrussell et R.Healy)
13. "Control" - 2:31
14. "Love Power" - 5:00
15. "Shop (I.M.F. Remix)" (4:36) (remixé par D.Thrussell et R.Healy)
16. "Funereal" - 2:58

### Version "The Special Edition"
version double CD sorti sur le label ld. Réédition de la version australienne (voir plus haut) avec un CD bonus intitulé: Lies Incorporated "The Special Edition". la liste des titres est la même que la version australienne pour le CD1.
Le CD2 est produit par Snog et contient les titres suivants:
1. "Satdeenitefever" - 2:49
2. "Island" - 3:40
3. "Baphomet" - 5:47
4. "Spermy Man (Original Version)" - 5:22
5. "Make My Day (Original Version)" - 2:14
6. "Corporate Slave (Atlantis Mix)" - 5:57
7. "Born To Be Mild (Dub) - 4:05
8. "Fish II" - 3:10
9. "Lord Will Provide (Live At The Richmond Club)" - 3:32
10. "Real Wise Yuppie (Live At The Richmond Club)" - 4:13
11. "Rappin' Rambo (Live At Joe's Party)" - 3:38
12. "Real Wise Yuppie (1988)" - 5:18
13. "Funeral Dream" - 4:33

### Version lies Incorporated /Dear Valued Customer
Est une réédition de deux albums de Snog dans une seule pochette. Sorti sur le label Metropolis en 2000.

### Version Digipack, Platinum Edition
Compilation de 20 titres issus de différentes versions de l'album sorti en 2003 sur le label Ground Under Productions. En plus des titres de la version de 1992 (excepté le titre 3), 5 titres y sont ajoutés:
- 3 "Born To Be Mild (Soma Remix)" - 4:17
- 15 "Shop (I.M.F. Remix)" - 4:33
- 16 "Born To Be Mild (Alex Hidell Remix Mk II)" - 3:52
- 17 "Born To Be Mild (Groin Thunder Remix)" - 4:57 (remixé par Black Lung)
- 18 "Born To Be Mild (Overture)" - 3:33 (remixé par Eden)
- 19 "Real Wise Yuppie / Born To Be Mild (Live At The Hammersmith Odeon)" - 5:57